# Герард ван Хонтхорст
Герард ван Хонтхорст (хол. Gerard van Honthorst; Утрехт, 14. новембар 1590 — Утрехт, 27. април 1656 ) био је холандски сликар.
Образовао се у Италији под утицајем Каравађа и примењивао јаке контрасте светла и таме због чега је добио надимак Gherardo delle notti. Сликао је при вештачком светлу да би постигао што јачи ефекат светло-тамног. Овакав начин сликања прихватили су многи холандски сликари.
Сликао је портрете, митолошке и религиозне композиције. У Енглеској је портретисао, краља, краљицу и аристократију. 

## Галерија
- Поклоњење пастира
- Неверни Тома
- Изгубљени син
- Марија Маргарета са родитељима